# NGC 7484
NGC 7484 ist eine elliptische Galaxie vom Hubble-Typ E im Sternbild Sculptor am Südsternhimmel. Sie ist schätzungsweise 122 Millionen Lichtjahre von der Milchstraße entfernt.
Das Objekt wurde am 30. August 1834 von dem Astronomen John Herschel entdeckt.